# بندار رازی
کمال‌الدین ابوالفتح بُندارِ رازی (درگذشتهٔ ۴۰۱ هجری قمری) شاعر ایرانی نیمه دوم سده چهارم هجری و معاصر آل بویه است. نامش هم به ضم بای عربی و هم به کسر پا فارسی هر دو دیده شده‌است. در پاره‌ای منابع چون تذکرهٔ دولت‌شاه و هفت‌اقلیم «پندار»، و در مجمل فصیحی و برخی منابع دیگر «بندار» آمده‌است، به صورت‌اخیر بزرگان دیگری نیز موسومند، مانند بندار بن احمد بن عبد اللّه رازی بزاز، و بندار اصفهانی و بندار لره و غیر اینها.
از چگونگی احوال بندار آگاهی چندانی در دست نیست. دولتشاه سمرقندی در ذکر بندار رازی نوشته «... به سه زبان سخنوری می‌کند:عربی، فارسی و دیلمی، و از کوهستان ری است...» و از شعرا، مجلسیان و مخصوصان دربار مجدالدوله دیلمی بود و صاحب عباد در تربیت او اهتمامی داشت. سخنش متین و طبعش وقاد بود. صاحب مجمل فصیحی سال فوتش را ۴۳۳ هجری‌نوشته است.

## زبان اشعار
در مجمع‌الفصحا آمده که بندار به زبان‌های دیلمی، فارسی و عربی شعر می‌سروده‌است. هرمان اته از بندار رازی به عنوان نخستین شاعری نام برده که به لهجۀ محلی شعر سروده‌است. با این حال به باور پژوهشگران زبان اشعار بندار رازی، زبان راجی (یا رازی) است.

## نمونۀ‌اشعار
این دو رباعی راجی از وی است:
| تا تاج ولایت علی بر سرمه    |  | هر روج مرا خوشتر و نیکوترمه |
| شکرانهٔ این که میردین حیدرمه |  | از فضل خدا و منت مادرمه     |

| در ایلخی شاه اسب گروک دبو   |  | در قافله نیز اشتر لوک دبو    |
| این اشتر لوک و اسب گَروک منم |  | این در به امید می‌زنم بوک دبو |

بندار رازی نزد شاعران قرن ششم و هفتم شهرت داشت و از جمله خاقانی شروانی، ظهیر فاریابی و کمال‌الدین اسماعیل اصفهانی از بندار نام برده و خود را با او مقایسه کرده‌اند.
اشعار محلی بندار را از فهلویات (پهلویات)، رازی یا گیلکی دانسته‌اند.
نمونه‌ای از اشعار فهلوی که بدو منسوب کرده‌اند این است:
| ازینیمه دلی نترسم از کج |  | ای کهان دل نه داری اج که ترسی؟ |

- معنای بیت: با این نیم دل از کسی نمی‌ترسم - ای فلان کس که تو دل نداری از که می‌ترسی؟

در مجمع‌الفصحا این ابیات به نام بندار رازی نقل شده است:
| می فراآور که بهره می‌بری      |  | می نشاطافزای شادی آوری      |
| هر کرا که می بنو شادی بنو    |  | این جهان را خرمی با می‌دری   |
| ابلهان گویند کاین می بی حرام |  | می ندانم این حرام از چه دری |

برخی از نویسندگان، آثار دیگری نیز به بندار رازی نسبت داده‌اند؛ از جمله حمدالله مستوفی اثری به نام «چموش نامه» به بندار رازی نسبت داده و نوشته است که شهرتی تمام دارد.